# Lohit (police de caractères)
Pour les articles homonymes, voir Lohit.
Lohit est une police de caractères linéale créée par Modular Infotech pour Red Hat. Elle est utilisée comme police d’interface pour les langues utilisant les écritures indiennes : assamais, bengali, devanagari, kannada, gujarati, gurmukhi, malayalam, oriya, tamoul et télougou. Elles sont publiées en 2004 sous la licence GPL et depuis 2011 sous la licence OFL.